# Carl Wilhelm August Fritze
Carl Wilhelm August Fritze, auch Wilhelm Fritze, (* 9. August 1781 in Braunschweig; † 26. Juni 1850 in Marienbad) war ein deutscher Kaufmann und Bremer Senator.

## Biografie
Fritze erlernte von 1795 bis 1804 in Breslau den Beruf eines Kaufmanns. Er wurde 1809 Teilhaber in der Tabakfabrik von Johann Friedrich Abegg, die dann J. F. Abegg & Co. und ab 1814 J. F. Abegg & W. A. Fritze hieß und mit Tabak und Getreide handelte. 1810 zog die Firma mit ihrem Kontor in die Langenstraße Nr. 105 um. Er wurde 1821 Eltermann im Gremium der Elterleute des Kaufmanns, der Vertretung der Bremer Kaufleute. Nachdem Abegg Senator geworden und ausgeschieden war, trat sein jüngerer Bruder Carl Wilhelm Fritze in die Firma ein, die nun als W. A. Fritze und W. Fritze firmierte.
Fritze beriet Bürgermeister Johann Smidt bei der Gründung von Bremerhaven in der Zeit von 1821 bis 1830. Auf Grund seines Engagements war er von 1830 bis 1849 Senator im Senat der Freien Hansestadt Bremen. Er war Mitglied der Bremer Freimaurerloge Zum Ölzweig.
Zusammen mit seinem Bruder betätigte er sich in der Kaufmannsreederei, im Baumwoll- und im Südseehandel. Die Firma besaß vier Schiffe, die nach Westindien und Nordamerika fuhren. Die Teilhaber des erfolgreichen Unternehmens wechselten seit 1842 häufig. Seit 1847 beteiligten sich er und/oder Familienmitglieder am Wollhandel, an der Steingutfabrik Witteburg in Farge und an der Bremer Woll-Kämmerei in Blumenthal.
Nach seinem Tode verlagerte sich 1877 das Kontor der Firma in die Gebäude Am Wall 155/156. Sie unterhielt von 1872 bis 1909 auch eine Segelschiffreederei. Das Unternehmen überstand schwere Krisen durch den Ersten Weltkrieg und durch die Weltwirtschaftskrise. Nach dem Zweiten Weltkrieg war der Firmensitz in der Birkenstraße mit u. a. den Namen W. A. Fritze GmbH & Co. KG, Importe Fritze & Solte GmbH und Fritze Wollhandel GmbH.